# Masacre de Tacueyó
La Masacre de Tacueyó fue una matanza ocurrida entre noviembre de 1985 y enero de 1986 en el corregimiento de Tacueyó, municipio de Toribío (Cauca) en Colombia, y perpetrada por Hernando Pizarro Leongómez y José Fedor Rey, conocido como 'Javier Delgado', comandantes de la guerrilla Comando Ricardo Franco Frente-Sur.

## Antecedentes
Las FARC-EP en 1982 tuvieron una disidencia en uno de sus frentes, que se denominó Comando Ricardo Franco Frente Sur, al mando de José Fedor Rey Álvarez 'Javier Delgado' y Hernando Pizarro Leongómez, quienes desertaron de las FARC-EP con 1.600 millones de pesos y hombres para conformar su disidencia y nuevo grupo guerrillero.
El Frente Ricardo Franco apoyó al Movimiento 19 de abril (M-19) en acciones conjuntas como las tomas guerrilleras en los municipios del Cauca y Valle del Cauca: Miranda, Florida, Pradera, Los Robles, entre otras. Dos campamentos guerrilleros de ambas guerrillas en la región quedaban a muy corta distancia.

## Masacre y torturas
Luego de la toma a Miranda, Cauca, por el Comando Ricardo Franco, corrió el rumor sobre la infiltración de militares y policías. Además Delgado fue cuestionado por  su propia organización de poseer delirios de grandeza, y  paranoia, y de tomar decisiones, de manera prepotente. José Fedor Rey , alias Delgado, al enterarse, interrogó y ordenó asesinar a todos los supuestos  infiltrados. Más tarde, indígenas,  jóvenes campesinos, estudiantes universitarios y quienes habían ingresado recientemente al grupo guerrillero   se les señaló por actuar de forma sospechosa ante sus superiores y compañeros, por lo que se  consideraron  como infiltrados, acusándolos la guerrilla del Comando Ricardo Franco de  "traición" o "espionaje" . Torturaron a todas sus víctimas con métodos inusuales y barbáricos.
Las autoridades colombianas encontraron cuerpos a los que les habían abierto el pecho, que determinaron aún estaban con vida, para sacarles el corazón. Algunos tenían marcas de estar amarrados. Unos 3 cadáveres de mujeres embarazadas les fueron abiertos los vientres y los fetos sustraídos. Varios cadáveres presentaban signos de haber sido enterrados con vida y casi en su mayoría tenían mutilaciones. En otros lados fueron encontrados cráneos humanos. A pesar de la inocencia de la mayoría de las víctimas, varios se acusaban el uno al otro de simpatizar con el ejército, con la policía y/o con los organismos de inteligencia colombianos a tal punto de que el Comando Ricardo Franco Frente-Sur se quedaba sin hombres.
La masacre fue ejecutada por los guerrilleros Hernando Pizarro Leongómez y José Fedor Rey (alias Javier Delgado) alegando con paranoia que los 164 guerrilleros asesinados de su propio grupo, según ellos, eran infiltrados o informantes del Ejército Nacional de Colombia o de  la CIA. Según las investigaciones judiciales, fueron asesinadas 125 personas, pero reportes de prensa de la época registraron 164 víctimas.
Inclusive Delgado afirmaba y presumía ante los demás grupos insurgentes que había asesinado a los militares que asesinaron a Carlos Toledo Plata del M-19, a los que mataron a Iván Marino Ospina, a los que le lanzaron la granada a Antonio Navarro Wolff, entre otros, y les pedía a  los demás grupos guerrilleros del país que buscarán infiltrados que muy probablemente estaban también en sus respectivas filas.El Ricardo Franco había  realizado operaciones militares conjuntas con los indígenas del Quintín Lame, y  los comandos del M 19,  La masacre podría deberse a varios factores: infiltraciones, paranoia, y  consumo de sustancias psicoactivas por Javier Delgado y sus compañeros de guerrilla, entre otros.
Sobre las víctimas de la masacre, el informe de las Fuerzas Militares menciona que en su mayoría eran estudiantes universitarios, obreros o jóvenes desempleados, de estrato bajo y medio, que se vieron atraídos por la idea de la lucha revolucionaria o el buen pago que ofrecía el Comando Ricardo Franco.
Las Fuerzas Militares reconocieron que tenían, al menos,  uno de sus funcionarios como infiltrado dentro de la estructura guerrillera. Sin embargo, es posible  que, incluso, a nivel de la comandancia del grupo guerrillero Ricardo Franco alguno cumplía  labores de inteligencia para las Fuerzas Militares.
La masacre fue descubierta el 13 de diciembre de 1985 por denuncias de la comunidad al M-19 que hacía también presencia en la región. Carlos Pizarro Leongómez decidió asumir personalmente la tarea de verificar e intervenir en las acciones de su hermano Hernando Pizarro Leongómez. José Fedor Rey Álvarez, alias  Javier Delgado, y Hernando Pizarro desaparecieron.
En el 2014 se encontraron más fosas comunes con cuerpos de víctimas de dicha masacre.

## Medios de comunicación
A los medios de comunicación llegaron informes sobre la masacre que se estaba llevando a cabo en Tacueyó. El 15 de diciembre de 1985, un grupo de periodistas, encabezados por Raúl Benoit del noticiero Promec, se trasladaron a la zona y pidieron entrevistar a los dos jefes guerrilleros. En los medios televisivos, radiales e impresos quedó constancia de la crueldad con que el par de guerrilleros sometía a su propio grupo. Un niño de 15 años, llamado Manuel Manrique, fue uno de los pocos sobrevivientes de la masacre. 20 años después de esta, fue entrevistado por la Revista Semana, donde relató su espeluznante vivencia en aquellos campos de tortura:

Delgado empezó a cambiar. No dormía, se la pasaba caminando de día y de noche, se mantenía aislado. Creo que fumaba mucha marihuana. Hernando, que era hermano de Carlos Pizarro, también metía mucha droga. Él y Miguel, un costeño alto y delgado el hijuepuerca, eran los que más torturaban...
Manuel Manrique, víctima y testigo.

Según el testigo Víctor Rivera, cuando quedaban unos pocos guerrilleros en el grupo  los comandantes (José Fedor Rey ' Javier Delgado', y  Hernando Pizarro, Miguel y Juancho) se vistieron de civil y se fueron en unas camionetas que llegaron a buscarlos.
En diciembre de 1985 la Coordinadora Nacional Guerrillera anunciaba que José Fedor Rey ' Javier Delgado' era relevado de la dirigencia de ese movimiento por los hechos de la masacre.

## Matanzas posteriores
En 2019 en el mismo corregimiento se perpetró una nueva masacre de 5 indígenas Kiwe Thegnas asesinados por una disidencia de las FARC-EP.

## Condenas
El Juzgado 1.º Superior de Santander (Cauca), ordenó la captura de José Fedor Rey Álvarez el 24 de noviembre de 1986. Las autoridades colombianas no pudieron encontrarlo para arrestarlo entonces, se le emplazó y fue cuando el Juzgado 8.º de Instrucción Criminal con sede en Caloto, (Cauca), lo declaró persona ausente y le designó un abogado. El 6 de mayo de 1994, la Fiscalía Regional de Cali (Valle del Cauca) ordenó su detención preventiva y arresto por rebelión y homicidio agravado.

## Consecuencias
La Masacre de Tacueyó generó reacciones en distintas partes del país; la prensa que documentó el hecho, lo calificó como "brutal", "salvaje" y "psicópata" y lo repudió completamente. Mientras tanto la Coordinadora Nacional Guerrillera expulsó al Comando Ricardo Franco Frente-Sur por darle una "mala imagen" al movimiento guerrillero, el M-19 decidió romper alianza con el grupo y las FARC-EP pusieron precio a las cabezas de José Fedor Rey, "Delgado" y Hernando Pizarro. Se supo posteriormente que "Delgado" había tenido diferencias con los comandantes de la Coordinadora Nacional Guerrillera y para asumir más respeto había ordenado la matanza de los supuestos infiltrados. Hernando Pizarro Leongómez, quien intentó unirse al M-19, fue rechazado por su hermano Carlos Pizarro Leongómez. Hernando Pizarro, murió asesinado años más tarde  en Bogotá en 1994,  por las Farc-EP y,  José Fedor Rey , alias 'Javier Delgado', fue capturado en 1995 en un operativo contra el Cartel de Cali, y en 2002 fue ahorcado en su celda en la cárcel de máxima seguridad en Palmira (Valle del Cauca) por un comando de las FARC-EP.El antiguo Secretariado de las FARC-EP, en un comunicado a la Jurisdicción Especial de Paz (JEP), reconoció la autoría de los asesinatos de Hernando Pizarro y 'Javier Delgado'.

## Memoria histórica
El poeta colombiano Omar Garzón publicó en su libro Flores para un ocaso un poema titulado Despedida en Tacueyó, dedicado a las víctimas de la masacre de Tacueyó.
El libro de la periodista Laura Restrepo, Historia de un entusiasmo. Bogotá: Aguilar, 2005, aporta muchos datos e informaciones sobre las acciones conjuntas realizadas entre el M 19 y el Ricardo Franco, dirigidos entre el Cauca y el Valle del Cauca por dos guerrilleros hermanos.